# Einzelpsychologie
Der Begriff Einzelpsychologie wurde von Sigmund Freud (1856–1939)  in seiner 1939 erschienenen Schrift „Der Mann Moses und die monotheistische Religion“ verwendet.(a) Damit sollte aus der Sicht Freuds auf bestimmte Auffälligkeiten der jüdischen Religionsgeschichte hingewiesen werden. Freud erläutert diese Besonderheiten anhand der Massenpsychologie als einer für eine bestimmte Kultur oder ein bestimmtes Kollektiv spezifischen Wissenschaft. Unabhängig von allen Erkenntnissen der Massenpsychologie und im Gegensatz dazu bedeutete Einzelpsychologie für Freud die Untersuchung der einzelnen Person, isoliert und für sich genommenen, ja eines „geradezu hermetisch abgeschlossenen individuellen Seelenlebens“. Diese Unterscheidung ist bis heute gültig. Als synonym für die ›Einzelpsychologie‹ werden heute Bezeichnungen wie ›Einpersonenpsychologie‹ verwendet.(a) Allgemeiner kann auch von einer Psychologie geschlossener Systeme, also von einer Psychologie der Einpersonenbeziehung, Zweipersonenbeziehung (Dyade), Drei- und Mehrpersonenbeziehung gesprochen werden.

## Einzelpsychologie im Sinnzusammenhang der Freudschen Schriften
Für den Autor der Schrift „Der Mann Moses“ stellt sich die Frage, ob für die thematisierten Besonderheiten der geschichtlichen jüdischen Überlieferung Entsprechungen zu finden sind, die auch in der Einzelpsychologie geläufig sind. Speziell meinte Freud damit die historische Zeitdauer, während der sich die mosaischen Lehren letztlich durchsetzten.(b) Freud verglich diese Periode mit der Latenz in der Psychologie des Einzelnen. Für Freud stellte sich die Frage, weil seine Erkenntnisse in der Massenpsychologie für ihn ein relativ neues Gebiet darstellten. Die massenpsychologische Bestätigung angesprochener einzelpsychologischer Phänomene der Latenz stellte für ihn einen weiteren Nachweis für die Gültigkeit seiner Religionstheorie dar und sollte ihr so zu größerer Glaubwürdigkeit verhelfen. Freud hatte sich von Anfang seiner psychologischen Untersuchungen an mit Einzelfallstudien befasst. Solche frühe Schriften stellten etwa seine Falldarstellungen über Hysterie dar. Erst im Laufe der Jahre konnte er durch die Auswertung dieser Fälle von neurotischen Störungen seine psychoanalytische Theorie erweitern, sie insbesondere auf gesellschaftliche und universalgeschichtliche Tatbestände ausbreiten und somit verallgemeinern. Im speziellen Falle der Latenz verfolgte Freud den umgekehrten Weg, indem er von sozialpsychologischen Tatsachen ausgehend entsprechende Fragen auf dem Gebiet der Einzelpsychologie stellte. Durch den angestrebten Analogieschluss sollte die bisherige psychoanalytische Theorie bestätigt werden.

## Zur Methode des Analogiebeweises
Nicht nur angestoßen durch Fragen der Entwicklung psychischer Störungen, sondern auch durch die Beschäftigung mit seelischen Strukturen hatte sich Freud mit prägenden Einflüssen durch Erziehung, Gesellschaft und Kultur befasst. Dabei fanden sich Parallelen zwischen individueller Lebensgeschichte und menschlicher Universalgeschichte. Diese Analogien waren auch für Ernst Häckel (1834–1919) auffällig und kamen in seiner Lehre der Phylogenie zum Ausdruck. Aufnahme fanden diese Anschauungen auch bei Stanley Hall (1844–1924). Er formulierte das psychogenetische Grundgesetz in Anlehnung an Häckels und Darwins Lehre. Auch Freud bediente sich dieser Methode. Er hatte sich dabei immer häufiger auch mit der Frühgeschichte der Menschheit befasst, so etwa in seiner Schrift Totem und Tabu. Carl Gustav Jung (1875–1961) hat in seiner 1916 erschienenen Schrift „La Structure de l'Inconscient“ (Die Struktur des Unbewußten) die Kollektivpsyche als den älteren Anteil seelischer Funktionen vom persönlichen Unbewussten als dem neueren Anteil abgegrenzt. Da die Inhalte der Kollektivpsyche ebenso bewusst sein können, ist die Überwindung der unbewussten participation mystique Aufgabe einer jeden Individuation. Durch den von Alfred Adler in den Jahren 1912 und 1913 eingeführten Begriff der ›Individualpsychologie‹ relativierten sich jedoch Freuds Erwartungen.

## Abgrenzung vom Begriff der Individualpsychologie nach Alfred Adler
Die Verwechslung mit dem Begriff der Individualpsychologie nach Alfred Adler (1870–1937) liegt nahe. Die Bezeichnung „Individualpsychologie“ geht auf eine Verkürzung der Bezeichnung für diese von Adler gewählte Richtung der Psychologie zurück. Sie nannte sich im Untertitel der von Adler 1912 veröffentlichten Schrift „Über den nervösen Charakter“ ursprünglich „Vergleichende Individualpsychologie und Psychotherapie“ und meinte damit gerade nicht eine Beschränkung auf die Untersuchung der einzelnen, isoliert genommenen Person (→ Elementenpsychologie). Adler grenzte sich damit u. a. von den Dispositionspsychologen ab, die das individuelle Verhalten aus inneren Veranlagungen heraus erklären. Er betonte mit seiner „Positionspsychologie“ die Bedeutung des sozialen Feldes (→ Feldpsychologie, Gemeinschaftsgefühl) und unterstrich die unterschiedlichen Arten der theoretischen und praktischen Bezugnahme auf eher feste existentielle Bedingungen wie auf das Erbmaterial und die Erblehre oder die Verwendung von Besitz einerseits und die dabei verfolgten inneren Zielsetzungen andererseits. Damit vertrat Adler eher holistische Prinzipien, die auf notwendige Bezüge von Soma und Psyche und deren Konsequenzen in der persönlichen Verantwortlichkeit hinweisen. Andererseits lässt es die Bezeichnung „Vergleichende Individualpsychologie“ offen, zu welcher Auffassung und Theorie man sich bekennt. In seiner Schrift „Der Mann Moses“ verwendete Freund den Begriff Individualpsychologie jedoch selbst als synonyme Bezeichnung für die Einzelpsychologie ungeachtet seiner sich seit 1911 entwickelnden Differenzen mit Adler.(c) Freud nahm 1914 recht ausgedehnt Stellung zu seinen Kontroversen mit Jung und Adler.(a) Freud verweigert sich pauschal und kategorisch der von Adler vertretenen Charakterologie.(b)

## Kritik an der orthodoxen Psychoanalyse und neue Felder ihrer Wirksamkeit
Die von Freud vertretene Psychoanalyse hat nicht nur den Blick auf kulturspezifische psychische Faktoren der individuellen Entwicklung geöffnet, sondern auch auf die Bedeutung frühkindlicher Gesetzmäßigkeiten bei der Sozialisation hingewiesen. Freud bezeichnete die durch familiäre Gruppenbeziehung bestimmten Faktoren als infantile Sexualität. Von besonderer Bedeutung war für Freud die frühe Mutter-Kind-Dyade sowie die spätere ödipale Konstellation. Psychopathologische Erscheinungen werden jedoch von der orthodoxen Psychoanalyse als intrapsychische Konflikte aufgefasst. Diese Konflikte verweisen nach strenger Freudscher Auffassung nur auf interpsychische Auffälligkeiten der Familiensoziologie, sind jedoch nicht mit ihnen gleichzusetzen oder gar für sie als ursächlich im Sinne einer einlinigen Kausalität anzusehen. Die psychoanalytisch orientierte Familientherapie hat daher Anregungen nur von solchen Theoretikern erfahren, die das interpersonelle Geschehen wieder in den Mittelpunkt der Aufmerksamkeit gestellt haben. Der Fall von Daniel Paul Schreber war hier von Bedeutung und gab zu unterschiedlicher Interpretation Anlass. Gilles Deleuze und Félix Guattari übten Kritik an dem einseitigen Familialismus, wie er nach ihrer Auffassung von Freud vertreten wurde, ohne die gesellschaftlichen Aspekte genügend zu würdigen. Industrialisierung und Kapitalismus haben in der Tat die Geschichte der Psychiatrie im 19. Jahrhundert und insbesondere die Anstaltspsychiatrie entscheidend geprägt. Alfred Adlers Kritik an der Freudschen Theorie erlebte erst ab ca. 1980 in der Bundesrepublik, aber nicht nur hier, eine „Renaissance“. Mit dem etwa von Michael Balint 1959 geprägten Begriffspaar des Philobaten und des Oknophilen wurden Persönlichkeitstypen bezeichnet, bei denen die vielfältigen eingangs genannten geschlossenen psychologischen Bezugssysteme näher umrissen wurden, die auch Adlers vielseitigen Konzepten der Individualpsychologie nahestehen.(b) Freud hat durch den Gebrauch von Begriffen wie Übertragung, Übertragungswiderstand(a), Objektbeziehung und Objektverlust zur Entwicklung der Objektbeziehungstheorie beigetragen. Diese hat den notwendigen Anteil der Mehrpersonenbeziehung zur Persönlichkeitsentwicklung nicht nur im Rahmen der von Freud sog. infantilen Sexualität, sondern gerade auch in therapeutischer Hinsicht unterstrichen und weiterentwickelt.(b) (c) Über eine eher statisch betrachtende und nur scheinbar objektivierende Begrifflichkeit im Rahmen einer ›Ein-Personen-Psychologie‹ hinaus sollte ein besseres Verständnis entwickelt werden für pschodynamische seelische Entwicklungsprozesse, wie sie in gewissen psychotherapeutischen Erfolgen sichtbar werden. Nach Balint können sogar narzisstische Syndrome als Sekundärerscheinungen aufgefasst werden, obwohl sie vielfach als primäre Phasen gelten. Ihnen gehen vielfach depressive Phasen voraus, die wiederum als sozial bedingt anzusehen sind. So werden etwa bei der Depression aversive Faktoren ursächlich diskutiert.(d)